# Бродерик Крофорд
Бродерик Крофорд (енгл. Broderick Crawford) био је амерички глумац рођен 9. децембра 1911. године у Филаделфији, а преминуо 26. априла 1986. године у Ранчо Миражу (Калифорнија).